# Eugen Sandow
Eugen Sandow (2. dubna 1867, Königsberg – 14. října 1925, Londýn), vlastním jménem Friedrich Wilhelm Müller, byl anglický kulturista německého původu. Je označován za otce moderní kulturistiky. Sandow prožil téměř celý svůj život v Anglii, kde vypracoval na svou dobu velmi dokonalý cvičební systém, v němž věnoval kromě rozvoje síly velikou pozornost proporcionálně harmonickému rozvoji svalových skupin. Kladl přitom důraz na uvědomělé soustředění na cvičení, na ovládání stahů svalstva vůlí a na fyzické voluntárně znásobené úsilí překonávat odpor kladený vahou břemene. Sandowovým vzorem byli starověcí řečtí a římští sportovci, kterým se systematickým cvičením snažil co nejvíce přiblížit. V roce 1901 uspořádal v Londýně první kulturistickou soutěž. Na jeho památku je trofejí ze soutěže Mr. Olympia soška s jeho podobou.
Jeho metoda spočívala v izometrickém posilování. V podstatě se jedná o napínání svalů ve statické poloze (např. lze posilovat tlakem rukou do zdi v intervalech tlak - odpočinek dle rozpisu a tělesné kondice). Sandow byl jako dítě slabý a neduživý. Slabší tělesná konstrukce mu dovolila pouze tento systém posilování. Nabyl veliké síly a předváděl později nezvyklé silácké výkony. Promyšleným systémem cvičení s břemeny, řízeným nezlomnou vůlí a vytrvalostí, dosáhl takové tělesné dokonalosti, že platil za vzor tělesné krásy a síly.
Sandow je autorem několika prací, v nichž radil, jak vhodnými cviky odstranit nedostatky tělesné konstrukce a dosáhnout krásné, esteticky působící, harmonické postavy. Napsal knihu Body-Building (vydaná v roce 1903 v Londýně), jejíž název je dodnes v anglickém jazyce označením pro silová cvičení a jejich systematické řízení.